# Парелла
Парелла (італ. Parella, п'єм. Parela) — муніципалітет в Італії, у регіоні П'ємонт, метрополійне місто Турин.
Парелла розташована на відстані близько 550 км на північний захід від Рима, 45 км на північ від Турина.

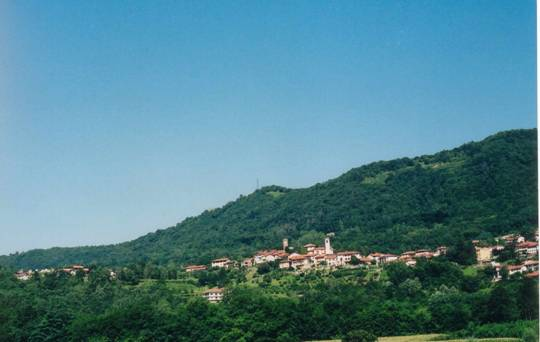

Населення — 451 особа (2014).

## Демографія
Населення за роками:

Станом на 1 січня 2023 року в муніципалітеті офіційно проживало 18 іноземців з 8 країн, серед них 8 громадян країн Євросоюзу.

## Сусідні муніципалітети
- Кастелламонте
- Коллеретто-Джакоза
- Лоранце
- Луньякко
- Куальюццо
- Сан-Мартіно-Канавезе